# Earl Calloway
Earl Genard Calloway  (Atlanta (Georgia), 30 de agosto de 1983) es un jugador de baloncesto estadounidense. Juega de base en el Rouen Métrople Basket de la Pro B francesa.

## Trayectoria deportiva

### Universidad
Earl Calloway inició su formación baloncestística en la Universidad de Indiana, donde militó en las campañas 2005-06 y 2006-07. En la temporada 2007-08, el base fichó por el Fort Wayne Mad Ants de la D-League, la liga de desarrollo de la NBA, donde disputó 50 partidos en los que promedió 19,0 puntos, 5,8 asistencias y 5,1 rebotes. 

### Profesional
La temporada 2008-09 dio el salto al baloncesto europeo firmando con la Cibona Zagreb de Velimir Perasović, donde se erigió en uno de los pilares del equipo, ganando  la liga y la copa croatas. Calloway, que jugó un papel determinante en la consecución de ambos títulos, disputó un total de 16 partidos en la competición nacional croata, en los que promedió 9,8 puntos, 3,9 asistencias y 1,8 rebotes.
Asimismo, el estadounidense llegó con la Cibona hasta la final de la Liga Adriática, donde cayó ante el Partizan de Belgrado (28 encuentros, 11,1 puntos, 3,2 asistencias, 3,2 rebotes); y llegó al Top16 de la Euroliga, competición en la que disputó un total de 16 partidos en los que promedió 12,7 puntos, 2,8 asistencias y 3,4 rebotes.
En agosto de 2009 ficha por el Cajasol, disputando un total de 37 partidos con la camiseta cajista en su primer ejercicio en la ACB, con un promedio de 28 minutos sobre la pista. Calloway ostentó una media de 9.5 puntos, 4.1 asistencias, 2.3 rebotes y 8.5 de valoración. Tras varios años en el Cajasol, en verano del 2012 ficha por el Unicaja Málaga.
Tras dos temporadas en el Unicaja Málaga, el club no le renueva y en julio de 2014 firma un contrato de dos años con el Royal Hali Gaziantep.
El 24 de agosto de 2016 ficha por el equipo turco del İstanbul BB, donde disputó la temporada 2016-17.
En octubre de 2017 se incorpora a las filas del Uşak Sportif.
En agosto de 2018 ficha por el Afyon Belediye turco.
Tras una temporada defendiendo los colores del Afyon Belediye, en julio de 2019 se incorpora a las filas del Monbus Obradoiro.